# Chiesa cattolica in Malaysia
La Chiesa cattolica in Malaysia è parte della Chiesa Cattolica universale, sotto la guida spirituale del Papa e della Santa Sede.

## Storia
Il cristianesimo fu portato nell'arcipelago malese dai missionari della Chiesa d'Oriente all'inizio del VII secolo.
La Chiesa cattolica è presente in Malaysia dal 1511, quando i missionari portoghesi arrivarono nella città di Malacca.

## Situazione
I cattolici in Malaysia rappresentano il 4% della popolazione, in un paese multiconfessionale a maggioranza musulmana.
La maggior parte dei cattolici vive nella parte orientale del Paese, sull'isola del Borneo (stati di Sabah e Sarawak). Nella parte peninsulare della Malaysia, i cattolici sono presenti soprattutto negli agglomerati urbani di Penang e della capitale Kuala Lumpur.
In Malaysia il Natale e la Pasqua sono feste pubbliche. Anche il Venerdì santo è riconosciuto come festivo in alcuni stati della federazione come Sabah e Sarawak.

## Legislazione in materia religiosa
In Malaysia l'espressione della libertà religiosa trova delle limitazioni.
La legge federale non contempla la sharia ma sono in aumento i tribunali statali che la applicano nella risoluzione delle controversie.
Inoltre, gli stati del Kelantan e del Terengganu hanno approvato, rispettivamente nel 1993 e nel 2002, norme che rendono l'apostasia un reato punibile con la pena di morte.

## Organizzazione ecclesiastica
La Chiesa cattolica è presente nel Paese con tre arcidiocesi e sei diocesi suffraganee:
- Arcidiocesi di Kuala Lumpur
  - Diocesi di Melaka-Johor
  - Diocesi di Penang
- Arcidiocesi di Kuching
  - Diocesi di Miri
  - Diocesi di Sibu
- Arcidiocesi di Kota Kinabalu
  - Diocesi di Keningau
  - Diocesi di Sandakan

## Nunziatura apostolica
Il 25 aprile 1969 fu istituita la nunziatura apostolica in Thailandia con il breve Instans illa di papa Paolo VI e contestualmente la delegazione apostolica di Thailandia, Laos, Malacca e Singapore ha assunto il nuovo nome di delegazione apostolica di Laos, Malacca e Singapore.
Il 2 febbraio 1998 è stata eretta la delegazione apostolica della Malaysia.
Il 27 luglio 2011 Santa Sede e Malaysia hanno deciso di stabilire relazioni diplomatiche con l'istituzione di una nunziatura apostolica. Lo stesso giorno la nunziatura apostolica è stata eretta con la bolla Cum inter Apostolicam di papa Benedetto XVI.

### Delegati apostolici
- Jean Jadot (23 febbraio 1968 - 15 maggio 1971 nominato delegato apostolico in Guinea Equatoriale e pro-nunzio apostolico in Gabon e Camerun)
- Giovanni Moretti (9 settembre 1971 - 13 marzo 1978 nominato pro-nunzio apostolico in Sudan e delegato apostolico nella Regione del Mar Rosso)
- Silvio Luoni (15 maggio 1978 - 1980 dimesso)
- Renato Raffaele Martino (14 settembre 1980 - 3 dicembre 1986 nominato osservatore permanente alle Nazioni Unite)
- Alberto Tricarico (28 febbraio 1987 - 26 luglio 1993 nominato officiale della Segreteria di Stato della Santa Sede)
- Luigi Bressan (26 luglio 1993 - 25 marzo 1999 nominato arcivescovo di Trento)
- Adriano Bernardini (24 luglio 1999 - 26 aprile 2003 nominato nunzio apostolico in Argentina)
- Salvatore Pennacchio (20 settembre 2003 - 8 maggio 2010 nominato nunzio apostolico in India)
- Leopoldo Girelli (13 gennaio 2011 - 27 luglio 2011 nominato nunzio apostolico)

### Nunzi apostolici
- Leopoldo Girelli (27 luglio 2011 - 16 gennaio 2013 dimesso)
- Joseph Salvador Marino (16 gennaio 2013 - 11 ottobre 2019 nominato presidente della Pontificia accademia ecclesiastica)
- Wojciech Załuski, dal 29 settembre 2020

## Conferenza episcopale
La Malaysia non ha una Conferenza episcopale propria, ma l'episcopato malesiano è parte della Conferenza dei vescovi cattolici di Malaysia, Singapore e Brunei (Catholic Bishops' Conference of Malaysia, Singapore and Brunei).
Elenco dei Presidenti della Conferenza episcopale:
- Arcivescovo Michel Olçomendy, M.E.P. (1964 - 1969)
- Vescovo Anthony Denis Galvin, M.H.M. (1969 - 1976)
- Arcivescovo Peter Chung Hoan Ting (1976 - 1979)
- Arcivescovo Gregory Yong Sooi Ngean (1980 - 1987)
- Arcivescovo Anthony Soter Fernandez (1997 - 1990)
- Arcivescovo Gregory Yong Sooi Ngean (1990 - 1994)
- Arcivescovo Peter Chung Hoan Ting (1994 - 2000)
- Arcivescovo Anthony Soter Fernandez (2000 - 2003)
- Arcivescovo Nicholas Chia Yeck Joo (agosto 2003 - febbraio 2007)
- Arcivescovo Murphy Nicholas Xavier Pakiam (febbraio 2007 - 1º gennaio 2011)
- Vescovo Paul Tan Chee Ing, S.I. (1º gennaio 2011 - agosto 2012)
- Arcivescovo John Ha Tiong Hock (1º gennaio 2013 - 1º gennaio 2017)
- Vescovo Sebastian Francis (1º gennaio 2017 - 1º settembre 2023)
- Arcivescovo Julian Leow Beng Kim, dal 1º settembre 2023

Elenco dei Vicepresidenti della Conferenza episcopale:
- Arcivescovo Murphy Nicholas Xavier Pakiam, dall'agosto 2012
- Vescovo Sebastian Francis (1º gennaio 2015 - 1º gennaio 2017)
- Cardinale Cornelius Sim (1º gennaio 2017 - 29 maggio 2021)
- Cardinale William Goh Seng Chye, dal 2021

Elenco dei Segretari generali della Conferenza episcopale:
- Presbitero Michael Teng (gennaio 2011 - 2014)
- Vescovo Cornelius Sim (1º gennaio 2015 - 1º gennaio 2017)
- Arcivescovo William Goh Seng Chye (1º gennaio 2017 - 2021)
- Vescovo Richard Ng, dal 2021